# Reina de reinas: La Virgen María
Reina de reinas: La Virgen María es una película mexicana de 1948, protagonizada por Luana Alcañiz, Luis Alcoriza, Luis Mussot, José Baviera, Carlos Villarias, Rafael Banquells y Carlos Martínez Baena interpretando los papeles de La Virgen María, Jesús de Nazareth, San José, Poncio Pilatos, San Pedro, San Juan el apóstol y Herodes el Grande respectivamente.